# Альтомонте, Бартоломео
Бартоломео Альтомонте (известный также как Гогенберг) (нем. Bartolomeo Altomonte; 12 февраля 1694, Варшава, Речь Посполитая — 11 ноября 1783, Санкт-Флориан, Австрийская империя) — итальянско-австрийский художник эпохи барокко.

## Биография
Сын итальянского живописца Мартино Альтомонте, работавшего при дворе польского короля Яна III Собеского.
Первые уроки живописи получил у отца. В 1717 году отправился учиться в Италию, после чего так и не вернулся в Польшу. Ученик Даниеля Грана.

## Творчество
Бо́льшую часть своей жизни провёл в Линце.
Автор ряда больших фресок. Работал преимущественно в австрийских монастырях, таких как монастырь Святого Флориана, в частности, в 1750 году украсил потолок библиотеки монастыря величественной фреской, изображающей «Брачный союз Добродетели и Мудрости, заключённый с помощью Религии и учений Августина». Также создал фрески в бенедиктинском монастыре Адмонта в городе Адмонте и в Зайтенштеттенском аббатстве.
По мнению специалистов, является одним из последних великих художников барочных аллегорий, при том, что многие художники его времени склонялись больше к стилю рококо.